# Fontaneda
Fontaneda è un villaggio di Andorra, nella parrocchia di Sant Julià de Lòria con 98 abitanti (dato 2010) .